# Busnovi (Bresztovác)
Busnovi falu Horvátországban Pozsega-Szlavónia megyében. Közigazgatásilag Bresztováchoz tartozik.

## Fekvése
Pozsegától légvonalban 12, közúton 13 km-re, községközpontjától légvonalban és közúton 6 km-re nyugatra, Szlavónia középső részén, a Pozsegai-hegység északi lejtőin fekszik. Áthalad rajta a Pozsegát Nova Gradiškával összekötő főút.

## Története
Busnovi a török uralom idején még kihalt település volt. 1702-ben csak szomszédos településként említik lakosság nélkül. 1730-ban már két horvát és néhány szerb porta állt a településen, de lakói név szerint nem ismertek. Az első népességösszeírás 1760-ból származik, akkor 8 horvát ház mellett 10 szerb ház volt itt. 
Az első katonai felmérés térképén „Dorf Busnovi” néven látható. Lipszky János 1808-ban Budán kiadott repertóriumában „Busznovi” néven szerepel. Nagy Lajos 1829-ben kiadott művében „Busznovi” néven 78 házzal 78 katolikus és 109 ortodox  vallású lakossal találjuk. 1857-ben 152, 1910-ben 226 lakosa volt. 1910-ben a népszámlálás adatai szerint lakosságának 51%-a szerb, 47%-a horvát anyanyelvű volt. Pozsega vármegye Pozsegai járásának része volt. Az első világháború után 1918-ban az új szerb-horvát-szlovén állam, majd később (1929-ben) Jugoszlávia része lett. 1991-ben lakosságának 78%-a horvát, 18%-a szerb nemzetiségű volt. 2011-ben 104 lakosa volt.

## Lakossága
| Lakosság változása | Lakosság változása | Lakosság változása | Lakosság változása | Lakosság változása | Lakosság változása | Lakosság változása | Lakosság változása | Lakosság változása | Lakosság változása | Lakosság változása | Lakosság változása | Lakosság változása | Lakosság változása | Lakosság változása | Lakosság változása |
| ------------------ | ------------------ | ------------------ | ------------------ | ------------------ | ------------------ | ------------------ | ------------------ | ------------------ | ------------------ | ------------------ | ------------------ | ------------------ | ------------------ | ------------------ | ------------------ |
| 1857               | 1869               | 1880               | 1890               | 1900               | 1910               | 1921               | 1931               | 1948               | 1953               | 1961               | 1971               | 1981               | 1991               | 2001               | 2011               |
| 152                | 180                | 195                | 215                | 200                | 226                | 233                | 233                | 159                | 153                | 133                | 126                | 106                | 113                | 97                 | 104                |